# Louise-Madeleine Cochin

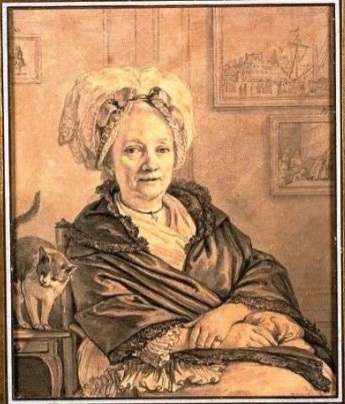
Retrato de Louise Madeleine Cochin por Jean-Michel Moreau.

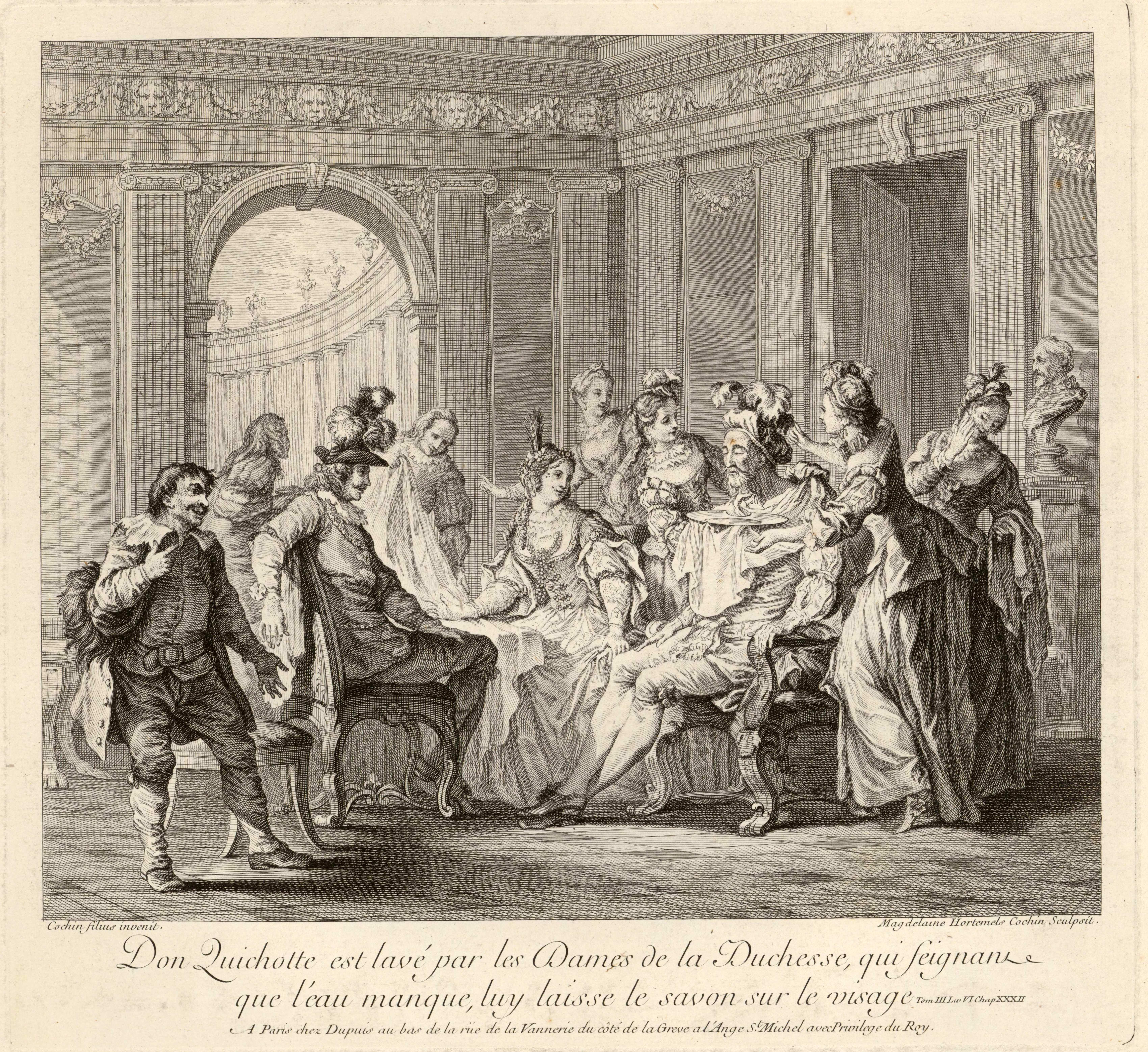
Don Quijote es lavado por las damas de la duquesa, aguafuerte y buril de Louise Madeleine Horthemels Cochin por dibujo de Charles-Nicolas Cochin. Estampa perteneciente a las Aventures de l'admirable Don Quichotte, firmada: «Cochin filius invenit; Magdelaine Hortemels Cochin Sculpsit». Biblioteca Nacional de España.

Louise-Madeleine Cochin (1686-1767), de soltera Louise-Madeleine Horthemels, fue una grabadora francesa.

## Biografía
Nacida en París en 1686, fue la segunda hija de un librero jansenista holandés, Daniel Horthemels, que tenía su negocio —heredado a su muerte por su viuda, Marie Cellier— en la calle de St. Jacques au Mecenas. Como sus hermanas Marie-Anne, nacida en 1682, y Marie-Nicolle, se dedicó al grabado a buril. El 10 de agosto de 1713 se casó con el también grabador Charles-Nicolas Cochin. Del matrimonio nació en 1715 Charles-Nicolas Cochin, hijo, uno de los más importantes dibujantes, grabadores y escritores de arte de Francia del siglo XVIII, que iba a proporcionar a su madre los dibujos para algunos de sus mejores grabados, como La charmante Catin (La encantadora Catin) o Le chanteur de Cantiques (El cantor de Cánticos), apuntes de escenas de las calles de París tomados por el hijo a sus quince o dieciséis años. Es posible que ayudase o colaborase también con su hijo en la ejecución de otras planchas, como la dedicada a los preparativos para los fuegos artificiales disparados en Roma en 1736 con motivo del nacimiento del delfín, grabado según Giovanni Pannini abierto al aguafuerte por el hijo y acabado al buril por la madre.
La primera obra firmada que se le conoce es el frontispicio de Le Diable boiteux (El Diablo cojuelo) de Alain-René Lesage, París: Veuve Barbin, 1707. Entre 1710 y 1713 realizó una serie de quince láminas dedicadas a mostrar la vida de oración y recogimiento de la comunidad cisterciense de Port Royal des Champs a raíz de su supresión, por orden real, y de la demolición del monasterio, autorizada en enero de 1710, del que la serie de Cochin ofrecía vistas exteriores e interiores. Las siete primeras estampas de la serie es posible que estuviesen acabadas ya en febrero del mismo año y su éxito, aunque de dibujo simple y esquemático con insistencia en los contornos, motivó su incautación por el marqués de Argenson, teniente general de policía.
Realizó también grabados de reproducción de obras de Nicolas Poussin (El triunfo de Flora) y Michel Corneille (Mercurio anunciando la paz a las musas) y colaboró en la serie de las Aventures de l'admirable Don Quichotte, colección de veinticinco grabados abiertos a partir de los cartones para tapices de Charles-Antoine Coypel, en la que participaron diversos grabadores, ampliada luego con otras seis estampas por diseños de diferentes artistas, entre ellos Charles-Nicolas Cochin que proporcionó el dibujo para la lámina titulada Don Quijote es lavado por las damas de la duquesa, grabada por su madre. En la misma serie y a partir de los originales de Coypel llevan la firma de Louise-Madeleine Cochin dos episodios de las bodas de Camacho: la Entrada de los pastores y la Entrada del Amor y del Interés.
Por dibujo propio grabó una serie de seis paisajes reunidos en un álbum titulado Livre utile a ceux qui dessignent le païsage, con la indicación de que estaba a la venta en París, en la casa de la viuda de Horthemels, calle de St. Jacques au Mecenas. Falleció en París el 2 de octubre de 1736, en las galerías del Louvre donde tras enviudar se había instalado a residir con su hijo.